# 10811 Lau
10811 Lau eller 1993 FM19 är en asteroid i huvudbältet som upptäcktes den 17 mars 1993 av UESAC vid La Silla-observatoriet. Den är uppkallad efter Lau på Gotland.
Asteroiden har en diameter på ungefär 8 kilometer.